# Diario Claro
Diario Claro fue un periódico español que se publicó desde el 8 de abril hasta el 6 de agosto de 1991.
Está considerado el primer proyecto de prensa sensacionalista a gran escala en España. Su empresa editoria estaba participada al 50% entre Prensa Española y Axel Springer.

## Historia
En 1991 el grupo Prensa Española preparaba el lanzamiento de un diario sensacionalista, similar a los ejemplos de Bild en Alemania y The Sun en Inglaterra. Para ello formó una empresa conjunta (Silex Media) con la editorial alemana Axel Springer, dueña de Bild entre otras publicaciones, que supuso el lanzamiento del Diario Claro. El primer director y fundador fue el periodista Ferran Monegal. Tras configurarse una plantilla con cerca de 300 empleados (160 de ellos periodistas), los dueños aportaron un capital inicial de 13 000 millones de pesetas. El primer número salió a la calle el 8 de abril.
La redacción principal estaba situada en Madrid, en la calle de Arturo Soria 126 y 128, a lo que se sumaban dos redacciones propias para Cataluña y Andalucía, así como delegaciones en Bilbao y Valencia.
Sin embargo, Diario Claro no tuvo un buen arranque en ventas y tampoco supo garantizar su rentabilidad. Monegal fue cesado de la dirección a los 22 días, en un despido que más tarde se consideró improcedente en los tribunales. Su reemplazo en funciones lo asumió Arsenio Escolar, que permaneció dos meses al frente. A finales de junio Axel Springer impuso en la presidencia al alemán Willi Schmitt, procedente de Bild, para que aportase la experiencia del diario alemán a los trabajadores españoles. Este fue reemplazado a su vez por el también germano Wolfgang Kryszohn, que solo estuvo la última semana.
En todo ese tiempo la venta diaria era de 130 000 ejemplares, muy por debajo de las previsiones iniciales de 400 000 al día. No obstante, la publicación aún no estaba siendo auditada por la OJD y en algunos medios se aseguraba que la difusión no alcanzaba los 50 000. Finalmente, Silex Media comunicó el cierre del Claro el 6 de agosto de ese mismo año.
Una de las justificaciones que se dio al fracaso en España de esta cabecera (así como de otros intentos similares) es el éxito de ventas de la prensa rosa, que ya cubría a la mayor parte del público objetivo.